# 甲斐善光寺

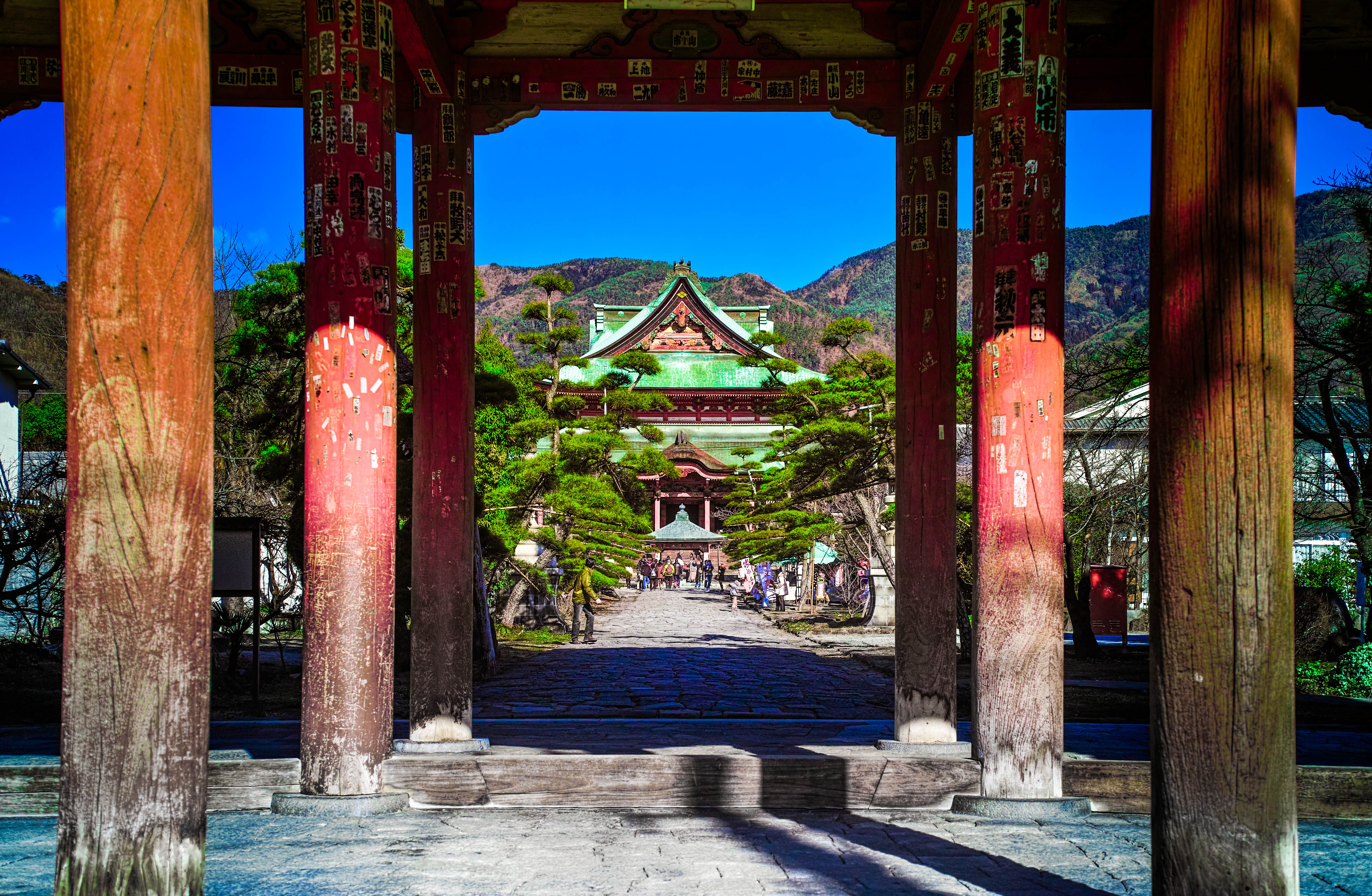
本堂を山門から見る

善光寺（ぜんこうじ）は、山梨県甲府市善光寺にある浄土宗の寺院。山号は定額山（じょうがくざん）。正式名称は定額山浄智院善光寺（じょうがくざんじょうちいんぜんこうじ）と称する。
長野県にある善光寺をはじめとする各地の善光寺と区別するため、甲斐善光寺（かいぜんこうじ）または新善光寺（しんぜんこうじ）と呼ばれることが多く、ほか甲州善光寺（こうしゅうぜんこうじ）、甲府善光寺（こうふぜんこうじ）とも呼ばれている。

## 立地と地理的・歴史的景観
所在する甲府市善光寺は甲府盆地北縁に位置する。周囲には板垣山や大笠山、愛宕山などが近接し、高倉川など小河川が流れる。
一帯には善光寺北遺跡・北原遺跡など縄文時代の遺跡がわずかに分布するが、甲府盆地北縁地域は古墳時代後期に開発が進み、横穴式石室を持つ群集墳が分布する。また、平安時代から中世の遺跡も分布しており、付近には甲府市酒折の酒折宮や甲府市東光寺町の東光寺など、古代・中世の寺社が分布する。
板垣郷は甲斐四郡のうち山梨郡に属し、中世初頭に表門郷（うわとごう）から分離して成立した。平安時代後期に甲斐国へ土着した甲斐源氏の一族のうち武田氏の勢力範囲で、武田信義の子・兼信（板垣三郎）が本拠を構え板垣姓を称した。『甲斐国志』に拠れば、善光寺三丁目の字「殿屋敷」は兼信の居館跡とする伝承がある。武田氏の一族・甲斐一条氏の領した一条郷にも近い。戦国期には甲府市東光寺の東光寺、甲斐善光寺、甲府市酒折、甲府市国玉一帯を含む地域であったと考えられている。
近世には板垣村となり、甲府市善光寺一 - 三丁目、善光寺、城東三丁目・五丁目、朝気一 - 二丁目、里吉一丁目、砂田町、酒折三丁目の地域を含む。1875年（明治8年）には里垣村の大字名。1937年（昭和12年）には甲府市善光寺町（現・善光寺3丁目）となり、現在に至る。

## 甲斐善光寺の創建と展開

### 第三次川中島の戦いと信濃善光寺

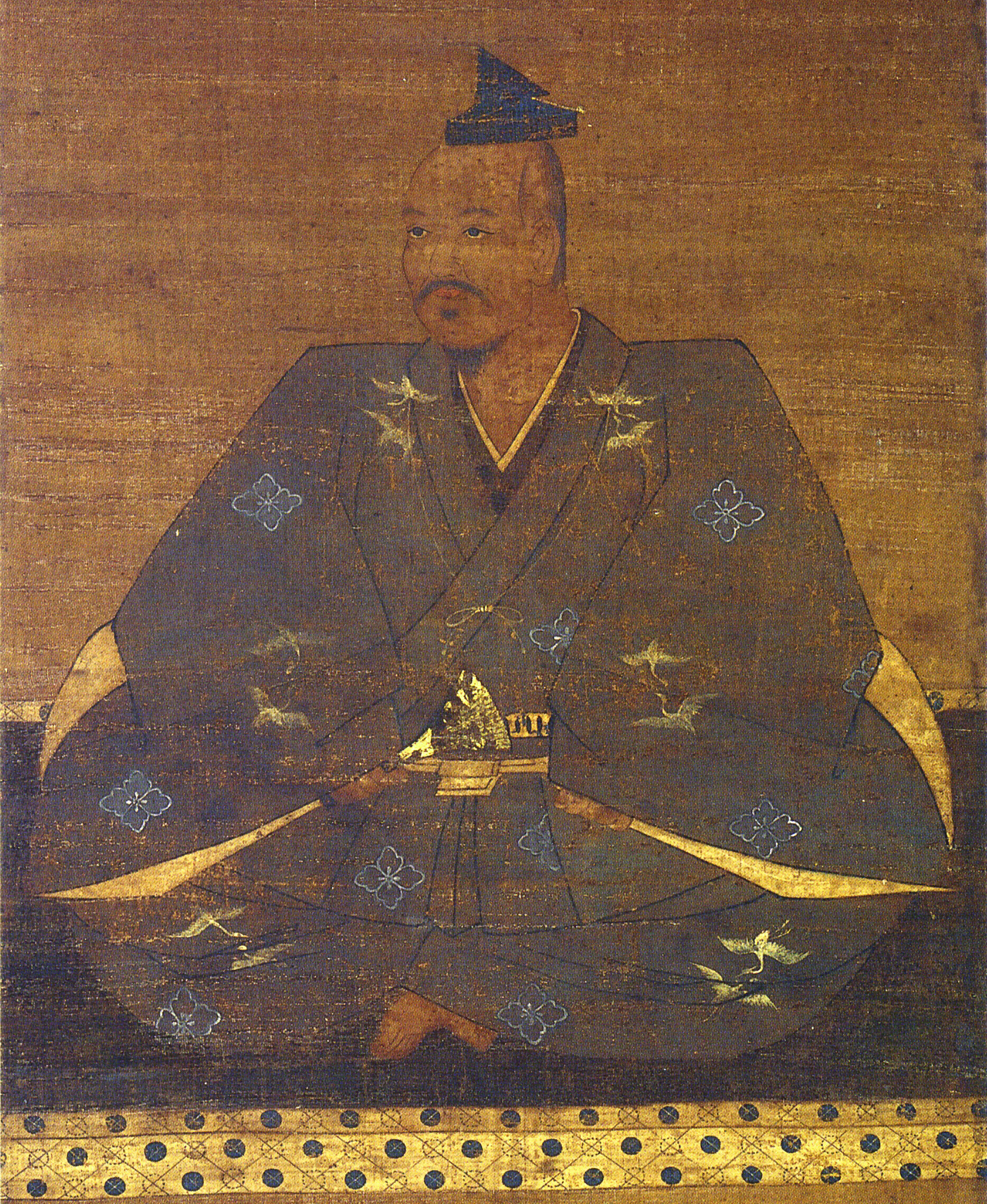
武田信玄

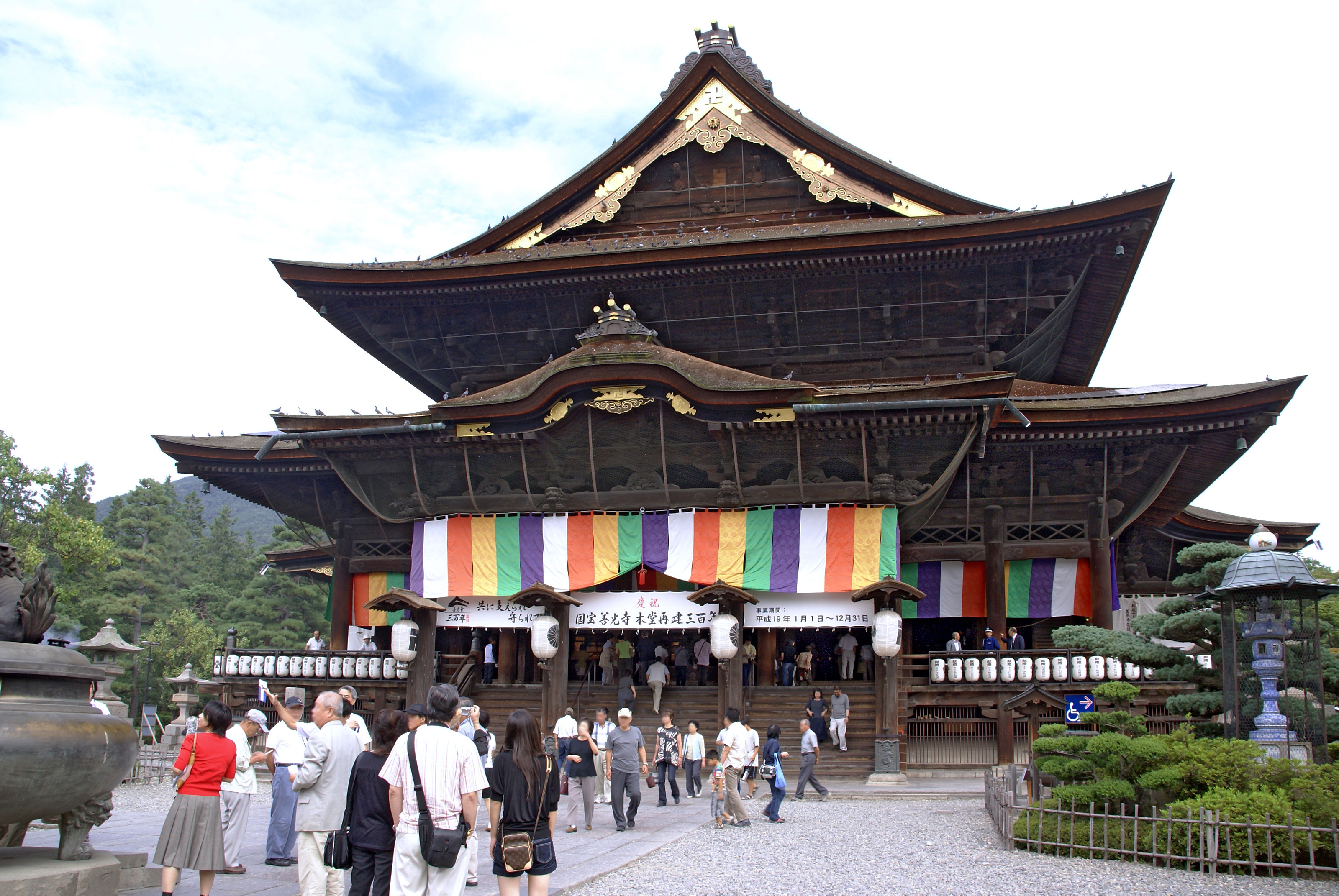
信濃善光寺

甲斐善光寺は永禄元年（1558年）、甲斐国国主武田信玄によって山梨郡板垣郷（甲府市善光寺）に創建された。開山は信濃善光寺大本願三十七世の鏡空。
『高白斎記』に拠れば、戦国時代の大永3年（1523年）6月10日・大永7年（1527年）7月8日には甲斐守護・武田信虎が信濃善光寺に参詣している。信虎は当時、敵対する甲斐の有力国衆や他国勢力と抗争を繰り広げており、信濃善光寺への参詣は信虎が国内を留守にできるほど甲斐の統一的状況が生まれていたとも評価されている。また、信虎個人の宗教的動機のほか、大永4年（1524年）2月には上野国の関東管領・上杉憲房と相模国・北条氏綱の抗争に介入して関東へ出兵しており、大永7年6月には信濃佐久郡の伴野貞慶を援助するために国外へ出兵していることから、政治的動機も指摘される。
天文10年（1541年）6月14日には信虎嫡男の晴信（信玄）が信虎を追放し、家督を相続する。晴信は天文年間から信濃侵攻を本格化させ、北信濃の国衆を庇護する越後の長尾景虎（宗心、上杉謙信）と衝突し、北信濃（長野県長野市南郊）において五次に渡る川中島の戦いを繰り広げる。
天文24年（1555年）7月の第二次合戦では戦火が信濃善光寺に及んだ。善光寺別当の初代・栗田永寿は天文12年（1553年）の武田氏の北信濃侵攻では長尾景虎に属していたが、『勝山記』によれば永寿は武田氏の支援を受け、旭山城（長野市）に籠城して長尾方と戦っており、これ以前から武田氏と接触があったと考えられている。
『勝山記』によれば、天文24年7月23日には村上義清・高梨政頼が長尾景虎を頼り越後へ亡命すると、信濃へ出兵していた景虎は同日に善光寺へ陣を張った。『勝山記』によれば、これに対し武田晴信は旭山城に籠城する栗田氏に兵三千・弓八百張・鉄砲三百挺を支援した。
『勝山記』によれば、同年改元後の弘治元年閏10月15日には駿河国・今川義元の仲介により武田・長尾間の和睦が成立し、上杉方の城は破却され武田・上杉双方は撤退し第三次川中島の戦いは終結した。

### 甲斐善光寺の創建
景虎は第三次川中島の戦いの終結後、信濃善光寺・大御堂本尊の善光寺如来や寺宝を越後へ持ち帰り、永禄初年頃には直江津（新潟県上越市）に如来堂を建設した。これにより直江津は信濃からの移住者が居住し、町場として発展している。なお、景虎が越後へ持ち帰った善光寺如来は本尊像ではなく、本尊像は旭山城へ籠城した栗田氏により避難されていたとも考えられている。
これに対し、晴信は弘治3年2月15日に信濃善光寺北西の水内郡・葛山城（長野市）を落とし一帯を勢力下に置くと、善光寺別当の栗田寛久に命じ信濃善光寺本尊の阿弥陀如来像や寺宝を甲斐国甲府へ移転させ、栗田氏らも甲府へ転居した。善光寺別当栗田氏も武田方と上杉方に分裂している。
晴信は信濃善光寺本尊の善光寺如来を信濃佐久郡祢津に移すと、三年後の永禄元年に甲斐へ持ち帰っている。甲州市塩山・向嶽寺の『塩山向嶽庵小年代記』・永禄元年（1558年）条に拠れば、同年9月15日に善光寺如来は甲斐に到着し、甲斐の領民は狂喜したという。また、『王代記』では善光寺如来は同年9月25日に到着したとし、同年10月3日から板垣郷で普請が開始されたことを記している。永禄元年の甲斐善光寺創建には信濃善光寺の三七世住職・鏡空上人が本願主になっている。同年には栗田永寿も板垣郷に移住し、大下条（甲斐市大下条）に在国領を与えられ永禄8年までに死去している。
甲斐善光寺の造営は長期に渡り、善光寺如来は仮堂に収められ、永禄8年（1565年）に本堂が完成し、入仏供養が行われたという。その後も、元亀年間に至るまで造営は続いた。
三世住職は西誉空遠（せいよく うおん）で、永禄11年（1568年）に朝比奈泰熙の母が寄進した浄土曼荼羅図の補修を行っている。

### 近世の甲斐善光寺
天正10年（1582年）3月には織田信長・徳川家康連合軍による武田征伐が行われ、武田勝頼は滅亡する。信長は戦後に残党狩りを行い、甲府で多くの武田家臣を処刑しているが、『甲陽軍鑑』等によれば、甲斐善光寺では勝頼異母弟の葛山信貞、郡内領主・小山田氏の当主小山田信茂、小山田一族の小山田八左衛門尉、山県同心の小菅五郎兵衛らが処刑されたという。小山田信茂に同行した武田信堯も処刑された。
武田氏の滅亡後、信長嫡男の織田信忠により善光寺如来は美濃国岐阜城城下（岐阜県岐阜市）に移転される。同年6月に本能寺の変により信長・信忠親子が討たれると、善光寺如来は信長次男・信雄により尾張国清州城城下（愛知県清須市）へ移転される。さらに天正11年（1583年）6月には善光寺如来は徳川家康により三河国吉田・遠江国浜松を経て、甲斐善光寺へ戻された。
京都では文禄5年（1596年）閏7月13日に発生した慶長伏見地震により京都の方広寺大仏（京の大仏）が損壊する。慶長2年（1597年）7月には豊臣秀吉の要請により、大仏の代わりとして善光寺如来が京へもたらされ、同年7月18日に大仏殿に安置された。その後秀吉は病を患い、それは善光寺如来の祟りではないかとする風説が流布したので、慶長3年（1598年）には信濃善光寺へ戻されている。ただし秀吉はその直後死去した。
江戸時代には浄土宗に帰依していた徳川氏の庇護を受け、浄土宗甲州触頭となる。
江戸時代中後期には甲斐国古関村丸畑（南巨摩郡身延町）出身の木食僧・木喰が甲斐善光寺を訪れる。木喰は諸国を廻国し木喰仏と呼ばれる多くの木像を残し、寛政12年（1800年）には日本一周を達成し、故郷の丸畑で四国堂を創建している。
木喰は最晩年の文化5年（1808年）4月に甲府市城東の教安寺において七観音（甲府空襲で焼失）を制作したのを最後に記録からは見えないが、甲斐善光寺に伝来する「阿弥陀如来図」は文化5年3月21日の作で、阿弥陀如来の図像のほか6首の和歌が記されている。

## 善光寺町の形成
善光寺町は中世期に甲斐善光寺の建立に伴い計画的に成立した門前町で、中世の武田城下町、近世の甲府城下町に含まれ、中世から近世へと連続的に継承された町場として知られる。善光寺町は甲斐善光寺の創建に伴い建設された計画的な街場で、信濃善光寺町と甲斐善光寺町は寺庵の構成や本町と横町によるT字型の街路構成や規模などの点で共通性を持つことが指摘される。
近世期における善光寺の境内は、本堂を取り囲む供僧屋敷や塔頭が立地している如来敷地（境内）と参道、本堂北側の本坊、庫裏、書院などが所在する本坊屋敷（大勧進屋敷）、三門外の「三門外坊舎屋敷」「白袴屋敷」から成る供僧屋敷、および耕地や山林で構成される。
「甲斐善光寺文書」に含まれる慶長6年（1601年）の拝領免許地の面積は1万364坪と1万3500坪の二種類の数値が記録されており、後者は参道の面積を含むものであると考えられている。また、元禄3年（1690年）の町絵図（甲府町年寄・坂田家文書）に拠れば、甲州街道から参道の入口には木戸が存在していた。
戦国期には、天正9年（1581年）武田勝頼定書（善光寺大本願・栗田文書）に拠れば、善光寺町は善光寺別当・栗田氏の支配で、町屋敷は諸役を免許され近世期の上宿の前身となった上町では門前市が開催されていたことが記されている。天正期の徳川家康・羽柴秀勝・加藤光泰らの寄進状、文禄3年（1594年）浅野幸長寄進状などがあり、戦国期・近世初頭の天正から文禄年間には善光寺町一円が善光寺の所領であったと考えられている。
慶長6年（1601年）の「善光寺町屋敷帳」（山梨県立博物館所蔵）に拠れば、戦国期の善光寺町は、本町に大規模な短冊形地割の屋敷地が均質に分布している。屋敷地は三門内にも分布し、この点は後述の貞享期の町並に見られる二極分化が起きていないことが指摘される。
近世後期における善光寺町は、文化3年（1808年）『甲州道中分間絵図』に拠れば甲州街道から分岐する参道（大門通）に沿って門前町が再形成されている。門前町は三門前の上宿、木戸の配置された本宿、木戸外にあたる街道沿いの板垣村から構成され、天正・文禄期と異なり三門付近と甲州街道沿いに分離した空間構成を特徴としている。こうした景観は元禄3年の町絵図でも同様であり、17世紀後半段階から形成されたものであると考えられている。
また、貞享元年（1684年）の検地帳「甲州万力筋板垣村御検地」（山梨県立博物館所蔵）に拠れば、三門内の供僧屋敷が善光寺境内地に含まれているのに対し、三門外・木戸内の上町・本町は板垣村に含まれ村方支配となっていたことが確認される。文禄期から貞享期にかけて善光寺町は分離し、屋敷群が三門前と街道沿いに二極分化していたと考えられている。
屋敷地割は全体的に表間口が狭く奥行きの深い短冊形地割が多いが、屋敷規模は甲州街道沿いよりも上宿・本宿の方が大きいことが指摘される。住民構成に関しても上宿・本宿は屋敷規模の大きい年寄層や大工棟梁など有力町人が居住するのに対し、三門内には屋敷規模が小さく、善光寺に供奉する供僧・平坊主僧が多く居住する対比が指摘される。
江戸後期の甲斐国地誌・『甲斐国志』に拠れば、こうした門前町の空間構成は甲州道中の整備に伴い参道付近の「本郷」と呼ばれる地域から住民が街道沿いに移住したため形成されたという。

## 伽藍

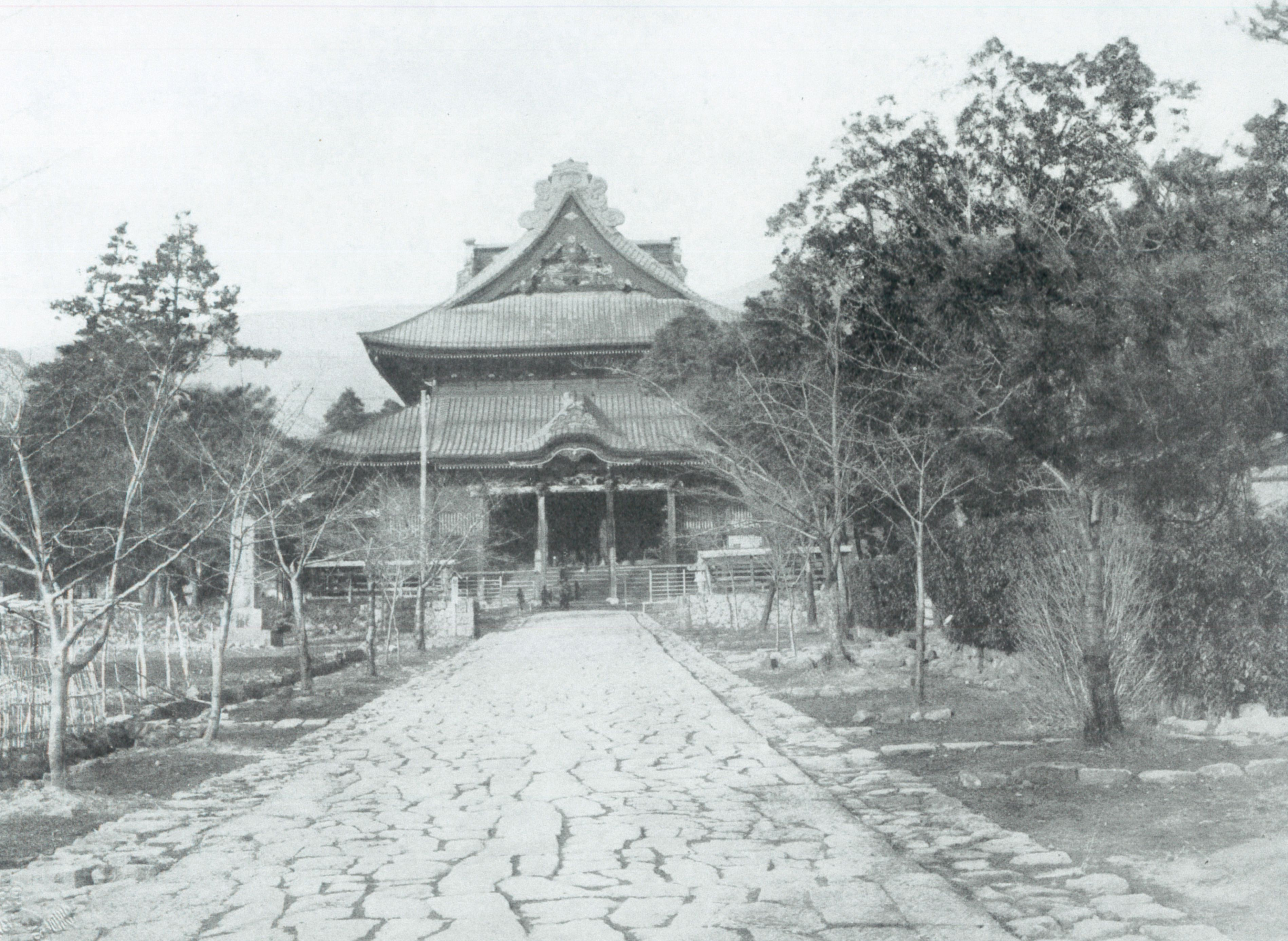
昭和初期の本堂

- 本堂 - 金堂とも称する[29]。当初永禄8年（1565年）に完成し桁行およそ50メートル、梁間がおよそ22メートル、高さがおよそ23メートルと信濃善光寺のものとほぼ同じくらいの大きさであったが宝暦4年（1754年）2月の火災によって失われ、現在の本堂は寛政8年（1796年）8月に再建されたものである。寛政8年の再建は明和3年（1766年）から30年を要し、このことから工事の遅延を意味する「善光寺普請」の言葉が生じたという[30][31]。

善光寺に特有の撞木造で、桁行がおよそ38メートル、梁間はおよそ23メートル、高さが26メートルと最初のものに比べると規模は小さくなっているがそれでも東日本においては最大級とも言われる木造建築物である。1955年（昭和30年）6月22日に重要文化財に指定された。
本堂中陣天井には巨大な龍2頭が描かれている。廊下の部分は吊り天井になっていて、手をたたくと多重反射による共鳴が起こり、「日本一の鳴き龍」と呼ばれている。
本堂下には「心」の字をかたどる「お戒壇廻り」もあり、暗闇の中の鍵を触れることによって、御本尊様と御縁を結ぶと言われている。
- 山門 - 本堂とともに焼失したがのちに再建され現在のものは桁行およそ17メートル、梁間およそ7メートル、棟高およそ15メートルとなっている。門の両脇には未完成の金剛力士（仁王）像が祀られている。山門も本堂と同日に重要文化財に指定された。

## 文化財

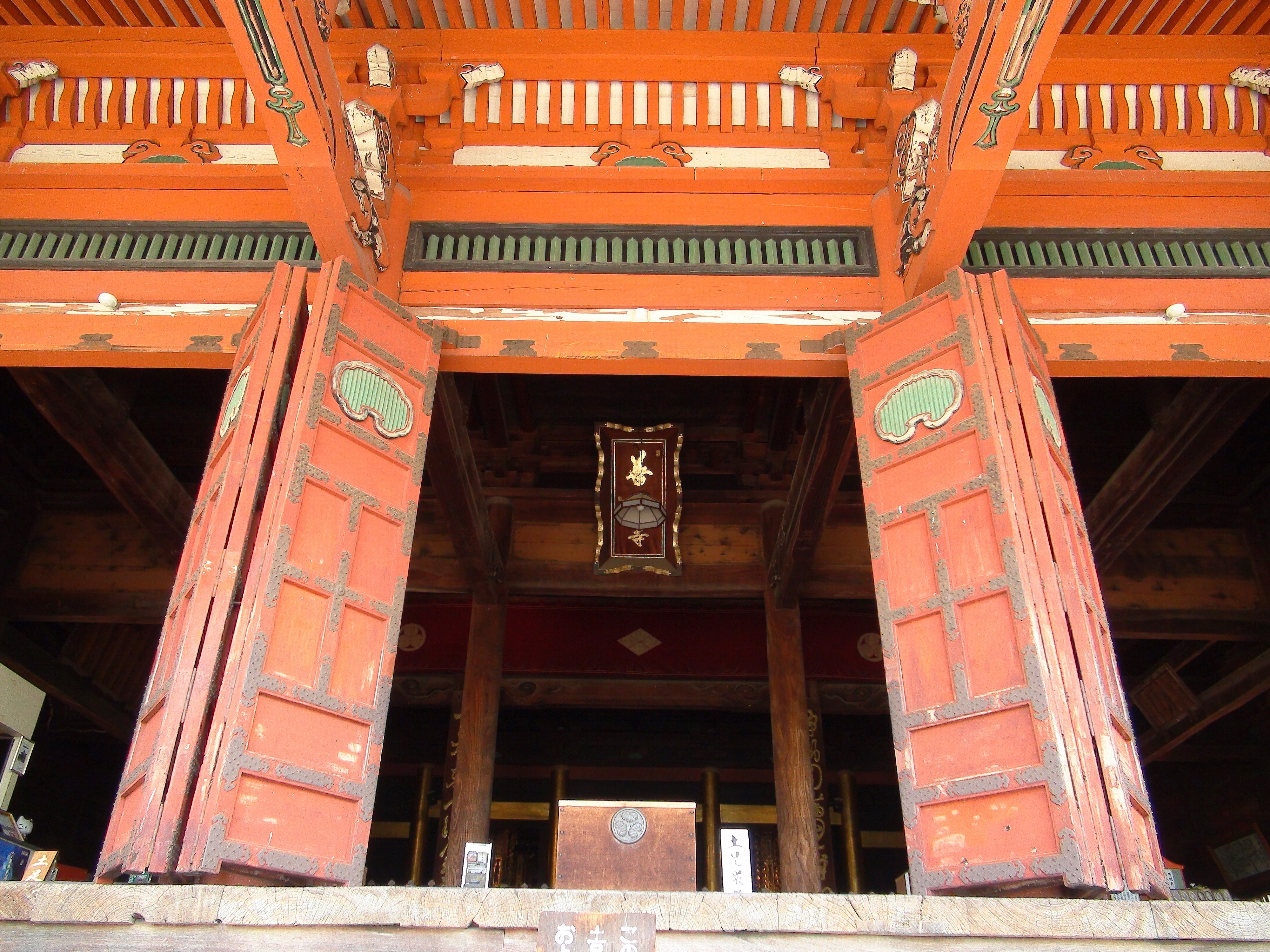
本堂入口

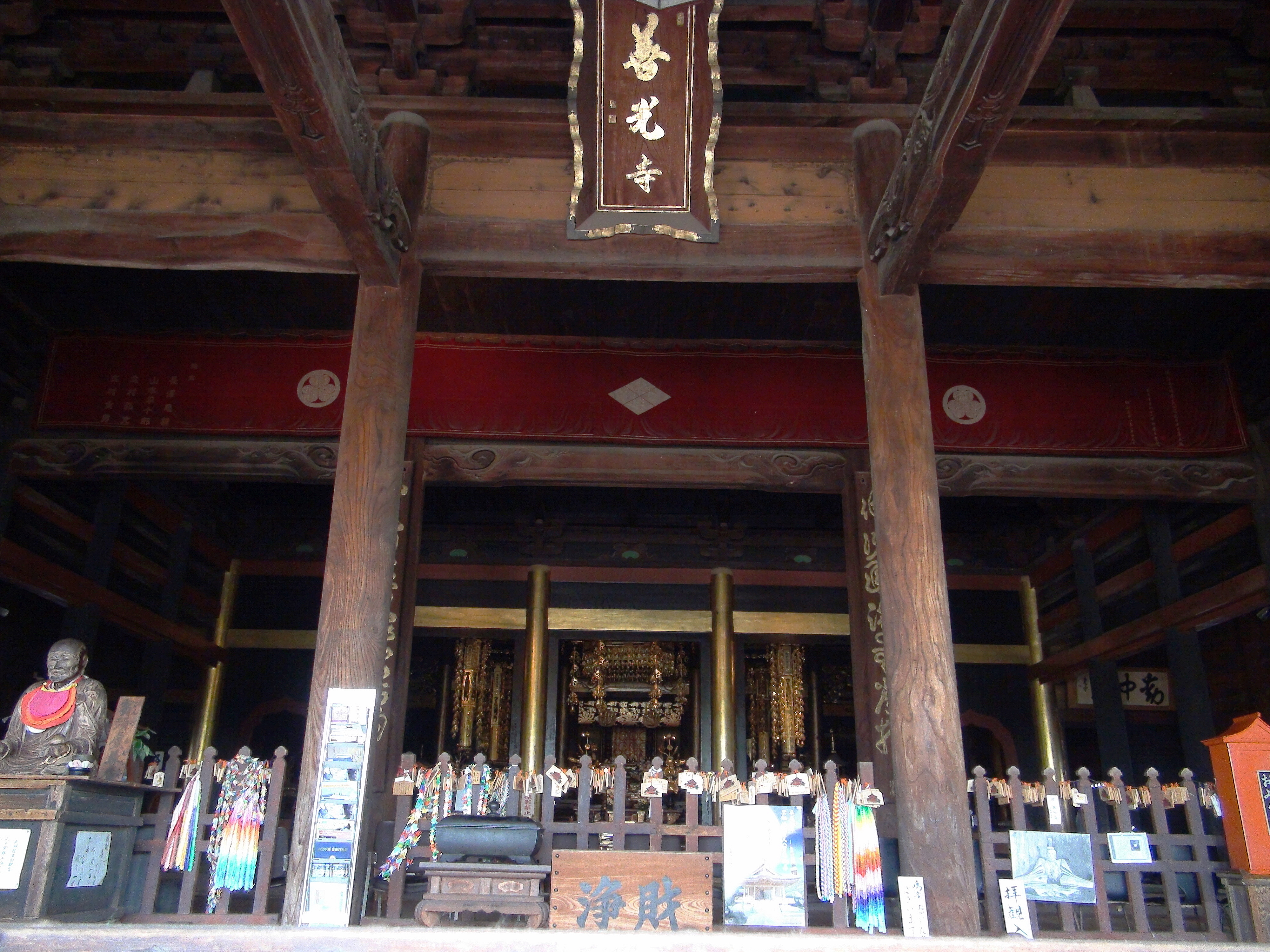
本堂内部

現在の本尊は銅造阿弥陀三尊像である。これはかつての本尊の前立像であったが、この本尊が信濃善光寺に再度移されるにあたって新しく本尊とされたと伝わり、1973年（昭和48年）6月6日に重要文化財に指定された。秘仏であるが1997年（平成9年）からは7年毎に開帳が行われることとなり、現在に至る。
重要文化財としてはそのほかに、文禄年間に当地を治めていた浅野長政が、それぞれ現在の甲府市中心部の光増寺と現在の韮崎市の大仏堂から移したものと伝わる木造阿弥陀三尊像2組がある。これらは1906年（明治39年）、重要文化財（当時の国宝）に指定されている。
当寺は以上のほかに山梨県指定文化財4件、甲府市指定文化財8件を含む多数の文化財を所有している。これらの文化財の一部は境内に1982年（昭和57年）に建てられた宝物館で公開されている。

### 重要文化財（国指定）
- 本堂 附:厨子1基・棟札2枚 棟札によれば寛政元年（1789年）の上棟。竣工は寛政8年（1796年）と伝える。
- 山門 附:棟札1枚 棟札によれば明和4年（1767年）の上棟
- 銅造阿弥陀如来及両脇侍立像

現在の甲斐善光寺の本尊像で、本堂内陣厨子内に安置される。善光寺式阿弥陀三尊像で、左脇侍像の右足枘（ほぞ）前面に建久6年（1195年）の年記があり、左足枘には「我伍足」の文字が刻まされている。前者は造立された年代であると考えられているが、後者の文字の意味は不明。銅造であるが、木型ではなく土型で鋳造されたと言われ、両手は別に鋳造し枘（ほぞ）により組み合わされている。往古には鍍金（ときん）が施されていた。
『善光寺縁起』に拠れば、建久5年に尾張国の僧・定尊が夢告により信濃善光寺の本尊像を写した金銅像の造立を発願し、6万9000人の鬼神を集めて信濃善光寺の本尊を実見し、造立したという。武田氏滅亡後に信濃善光寺の本尊像が信濃へ戻されると、甲斐善光寺の本尊となったと考えられている。
鎌倉時代から南北朝時代に盛んに造られた善光寺式阿弥陀三尊像で、他の同時期の善光寺式像の中尊像が左手を下に下げ印を結んでいるのに対し、甲斐善光寺像は左腕を直角に曲げて印を結んでいる点が特徴とされる。鎌倉時代に善光寺式像の形式が整う以前の平安後期（藤原末期）の特徴を備えているとも評される。
- 木造阿弥陀如来及両脇侍像 - 12世紀前半[36]。宝物館所在。
- 木造阿弥陀如来及両脇侍像 - 12世紀後半。非公開。

### 山梨県指定有形文化財
- 木造源頼朝坐像

木造、玉眼（亡失）、彩色。信濃善光寺の大檀那でもあった源頼朝の木像。像高は95.8センチメートル。冠、強装束で着座する坐像。胎内背面に文保3年（1319年）の銘文（意趣文）には年記があり、頼朝の命日である正治元年（1199年）正月13日の日付が記されることから、最古の頼朝像とされる。さらに、意趣文には2度の火災に遭遇したと記されており、これは信濃善光寺の文永5年（1268年）と正和2年（1313年）の火災を指すと考えられ、本像の年代も再興時の文保3年とする説と、火災時の修理がなされた文永5年以前とする説がある。
- 絹本著色浄土曼荼羅図 一幅：鎌倉時代製作
- 絹本著色善光寺如来絵伝 二幅

室町時代（15世紀後半代）の善光寺如来絵伝。寸法は第一幅が縦146.5センチメートル、横81.5センチメートル。第二幅が縦145.8センチメートル、横82.0センチメートル。両幅裏には元和3年（1617年）に徳川忠長を檀主として補修が行われた修理銘がある。平安時代に成立し、鎌倉期から作例が見られる善光寺縁起の縁起絵。二幅の大画面が霞で6 - 7段に区分され、各幅20場面前後の事績が画面上部から順に描かれている。戦国期の移転に際して信濃からもたらされたものであると考えられており、善光寺境内や如来像が描かれていない点から、一幅が欠損している可能性が指摘されている。なお、甲斐善光寺には近世期の善光寺如来絵伝も伝来している。
- 銅鐘：正和2年（1313年）鋳造

### 甲府市指定文化財
- 木造法然上人坐像

室町時代の作か。像高は76.8センチメートル。玉眼嵌入。武田信玄による将来と伝わる。
- 加藤光泰墓

金堂東北の一角に所在する墓所。天正19年（1591年）に羽柴秀勝の岐阜転封に伴い豊臣大名として甲斐へ入った加藤光泰の墓。光泰は文禄2年（1593年）に朝鮮出兵の陣中で死去しており甲斐善光寺へ葬られた。墓石は江戸時代中期に建立された五輪塔。光泰の没後、甲斐には加藤氏に代わり浅野氏が入る。
- 木造蓮生法師坐像

室町時代の作か。像高は83.8センチメートル。寄木造。玉眼嵌入。武田信玄による将来と伝わる。蓮生は熊谷直実の法名で、法然に帰依した直実が元久元年（1204年）に鳥羽の阿弥陀像の前で上品往生願書を読んだ際の姿。
- 木造玄和居士坐像

鎌倉時代の作。像高は89.5センチメートル。寄木造。玉眼嵌入。若い僧の像で、像内墨書から玄和居士像と称されるが、玄和については不明。
- 木造本田善光坐像
- 木造本田善光夫人坐像
- 木造源実朝坐像：鎌倉時代末期作と推定、最古の実朝像
- 麻布朱地著色地蔵十王図 一幅

## 像内納入品の発見

### 発見された和鏡
2005年（平成17年）11月1日から2006年（平成18年）3月19日には山梨県笛吹市御坂町の山梨県立博物館においてシンボル展「重要文化財善光寺阿弥陀三尊像」が開催された。浅野長政が寄進した木造阿弥陀三尊像を展示した企画で、これに際して同博物館の考古学や保存科学、美術史を専門とする学芸員の共同研究により像の調査が行われた。
エックス線撮影装置を用いた非破壊検査により観音菩薩像の足元付近、勢至菩薩像の顔部に円形平板状の納入物が発見された。納入物は画像解析から鏡の紐、文様の影像が認められ、和鏡と判明した。
観音菩薩立像内の和鏡は無縁・無圏の円鏡で、直径8センチメートル前後と推定され、同じ形式の和鏡よりも小さい。中心部の鈕（つまみ）には紐（ひも）を通すための孔がある。周囲の鈕座（ちゅうざ）には放射状に花弁文様が巡り、花弁文様は斜めに連続して風車状となっている。このような形式は12世紀中葉・後半に特徴的な「捩菊座鈕」（ねじりぎくざちゅう）と呼ばれる。周囲の文様は萩やススキなど秋の植物、飛翔する鳥などが描かれ、古代から中世前期の和鏡に多い「秋草双鳥鏡」（（あきくさそうちょうきょう）と見られている。
勢至菩薩立像内の和鏡も同様に無縁・無圏の円鏡で、直径は同じく8センチメートル前後と推定されている。中心には鈕がある。鈕座外縁には花弁文様があり、12世紀から14世紀に特徴的な「花蕊座鈕」（かずいざちゅう）と呼ばれる。鈕の周囲には、下方に流水文・水草、右側上部に尾長鳥とも見られる飛翔する鳥2羽が描かれ、「水草流水双鳥鏡」と判断された。

### 同形式の和鏡との比較
像内から発見された和鏡は、同形式の和鏡が直径105センチメートル前後であるこに比べて小さく、また同形式の和鏡が単圏で外縁に沿って縁取りされていることが多いのに対し、発見された和鏡は無縁・無圏であることが特徴であると指摘される。また、鏡面と鈕座の比率も同形式の和鏡と異なり、文様展開も外部で切断されている点が指摘される。
このため、発見された和鏡は本来は有縁・有圏であったものが納入に際して加工された可能性が想定されているが、2007年時点では類例の所見がなく、その背景は不明。

### 鏡の納入に関する背景
仏像胎内の納入品は古代、平安時代後期から鎌倉時代にかけて盛んに行われ、様々なものが納入された事例が見られる。鏡の納入は、現在・京都府京都市右京区嵯峨に所在する清凉寺の本尊である釈迦如来像の事例が知られる。これは優填王思慕像（うでんおうしぼぞう）の模刻で、入宋した東大寺僧・奝然（ちょうねん）の依頼により北宋・雍熙2年（985年）に制作された。同像は像内に多数の納入品が収められていたが、その中に「線刻水月観音鏡像」が含まれる。以来、像内に鏡を納入した事例は平安後期から鎌倉時代にかけて多数見られる。
鏡は古くは古墳の副葬品としても出土し、古代には寺社の鎮壇具としても用いられていることから、呪術的意味合いがあると考えられている。密教においては満月の姿を菩薩心に通じるものとして、仏像の胸部に「月輪」（がちりん）の納入が盛んに行われた。鏡もこれと同様に、仏の本体・仏の心の象徴と解釈する思想があったとする説もある。
一方で、納入品は仏の魂の象徴としての意味のほかに、結縁者ゆかりの遺愛品を納入する事例もあることから、発見された和鏡納入の背景には双方の可能性が考えられているが、像内には他の納入品が見られないことから、前者の可能性が指摘される。

## 燈籠仏

### 灯籠仏の由来
甲斐善光寺には「燈籠仏（とうろうぶつ）」と呼ばれる仏像が伝来している。これは像高5センチメートル（一寸八分）ほどの一光三尊阿弥陀如来像で、普段は燈籠に収められ、秘仏として扱われている。江戸時代に甲斐善光寺で発行された縁起に拠れば、願い事を占う際に用いられる仏像で、甲斐善光寺発行・年未詳の一枚刷り「善光寺燈籠仏縁起」（山梨県立博物館所蔵「甲州文庫」）、享保7年（1722年）の写本「甲陽善光寺略縁起 附 灯篭仏略縁起」（「甲州文庫」）に拠れば、願い事が叶うなら重くなってください」と念じて持ち上げると、願い事が叶う場合には重くなり、叶わない場合は軽くなるという。
燈籠仏の存在は宝永3年（1706年）の荻生徂徠『峡中紀行』に記され、甲府藩主・柳沢氏家臣であった荻生徂徠は宝永2年（1705年）9月14日に田中省吾とともに甲斐善光寺を訪れ、燈籠仏を実見したという。宝暦2年（1752年）の甲府勤番士・野田成方『裏見寒話』においても触れられ、燈籠仏の拝見には金銭を徴収していたと記されている。
ほか、天明年間の加賀美遠清『甲陽随筆』、文化11年（1814年）の『甲斐国志』、嘉永3年（1850年）の宮本定市『甲斐之手振』などの随筆・地誌類にも存在が記されている。幕末には嘉永年間の大森快庵『甲斐叢記』（出版は1893年（明治28年））において触れられている。

### 文学における灯籠仏
文学では川柳において、宝暦8年（1758年）の「川柳評万句合」で「かるい事かな、かるい事かな」の前句に続いて、「起請よりとうろう仏で深くなり」と詠んでいる。川柳の句集である『誹風柳多留』（はいふうやなぎだる）には燈籠仏を詠んだものが二首あり、文政6年（1823年）の七十八編では「とぼされもせず持ち上げるとうほ仏」、文政8年（1825年）の八十七編では「燈籠仏何の願ひか後家もちあげ」がある。
また、文政8年（1825年）に発演された鶴屋南北『東海道四谷怪談』の除幕における台詞に燈籠仏が登場する。除幕では薬売りの直助が主人公・お岩の妹・お袖を恋慕し、身分違いのお袖を口説く。お袖は身分の軽重を問題にするが、これに対する直助の台詞に「何だナ、軽い重いのと、灯籠仏様へ願かけでもしやアしまいし」と「灯籠仏」が登場する。この台詞は、役者も意味を理解せずに使用していたという。
燈籠仏は歌舞伎や川柳において登場することから江戸においても知名度があり、その背景には江戸における出開帳があったと考えられている。江戸における燈籠仏の出開帳は記録に残る限りでは明暦2年（1656年）、享保7年（1722年）、宝暦元年（1751年）、文化12年（1815年）、天保7年（1836年）の五回が確認されている。また、嘉永元年（1848年）の「燈籠尊御参内御上京之記」（『善光寺文書』）では、これとは別に幕末には毎年江戸や京都における開帳が行われてたことが記されている。
地元においても天保6年（1835年）の「甲府柳町始の燈籠仏御開帳御通達にかかる回状」（「甲州文庫」）等によれば、幕末には甲斐国内においても出開帳が行われていた。また、幕末期に甲州弁で記された俳書「へえけえ一分集へえだああら百韻」では「燈籠仏う持ち挙げてみず」と詠まれている。

### 燈籠仏の衰退
明治6年（1873年）10月18日には山梨県令・藤村紫朗が教部省に稟議（りんぎ）し、山梨県庁から「山梨郡善光寺燈籠仏を以って吉凶禍福を卜するを禁ず」の通達が出され、燈籠仏を用いた占いが禁止される。
県の通達により燈籠仏の信仰は衰微し、1903年（明治36年）の佐野通正編『甲斐繁盛記』では燈籠仏を本尊の別称と記している。一方で、1897年（明治30年）に甲府市酒折に築かれた庭園「不老園」では、成否を燈籠仏によって占ったという。1919年（大正8年）には土屋操が『甲斐史蹟』において、明治39年の内務省による古社寺保存会の宝物調査で燈籠仏の開封が行われたと記している。
1925年（大正14年）には山梨県立第一高等女学の校友会誌『松のしらべ』において燈籠仏の伝承が記されている。1936年（昭和11年）には土橋里木が『続甲斐昔話集』において燈籠仏の伝承を記している。土橋は同書いおいて甲州弁では頑固者の意味で「燈籠仏」が用いられたとしている。

## 美術における甲斐善光寺

### 歌川広重「甲州日記」
江戸後期の天保12年（1841年）には浮世絵師の歌川広重が甲府道祖神祭礼の幕絵制作のため甲府城下を訪れ、甲府近郊・甲斐名所のスケッチを行う。広重の甲州滞在記である『甲州日記』にはこの時のスケッチが数多く含まれ、「旅中、心おほえ」の十八丁・十九丁には甲斐善光寺のスケッチが存在する。
右頁には甲斐善光寺の全景が描かれ、左頁には11月分の10日間の日記が始まる。画中には「カラカネヌレ仏」「善光寺」「敷石山丁程」「両側塔中」「四方ハフツクリ（破風造）」と善光寺式の建築様式の特徴が記されている。太田記念美術館所蔵の『江戸近郊図写生帖』にも類似したスケッチがある。

### 三代豊国「甲州善光寺境内之図初午」

#### 「初午の図」の概要
三代歌川豊国（1786年 - 1865年、国貞）には甲斐善光寺を描いた三枚続きの美人画『甲州善光寺境内之図初午』（初午の図）がある。後述の甲府市個人所蔵本では、出版元は地本問屋の柴明神前・和泉屋市兵衛、署名は「左図・右図に「香蝶楼豊国画」、中央図には「一陽斎豊国画」。年代は豊国の改名時期と伝来した甲府市個人家の画帳扉裏に「嘉永4年（1851年）」とあることから、同年と天保15年（=弘化元年、1844年）の間と推定され、さらに「衣笠」「浜」の改印の使用時期から弘化4年（1847年）から嘉永5年（1852年）の間と推定されている。
山梨県内では1938年（昭和13年）に「峡中浮世絵展」に甲府市の個人所蔵本が出展され、郷土史家の野口二郎により紹介される。戦後には1967年（昭和42年）には郷土史家の上野晴朗も同じ甲府市個人所蔵本を『甲州風土記』で紹介している。伝本は甲府市所蔵本のほか、国立劇場に中央図を欠いた左図・右図があるほか、山梨県立博物館所蔵本もある。なお、静嘉堂文庫・紙の博物館所蔵本では表題を「王子稲荷初午祭ノ図」と改め、東京都北区岸町の王子稲荷神社を描いた図としている。

#### 三図の描写
三図にはそれぞれ複数の人物が描かれ、左図には婦人に従う少年、中央図には娘と幼児、右図には虚無僧が描かれている。「初午の図」では描かれる人物の衣装がそれぞれ当時の歌舞伎俳優の意匠を現している点が特徴とされる。左図では半天姿のお歯黒を付けた婦人が左を向き、大きな絵馬を持つ。婦人には「正一位 村田氏」と描かれた幟（のぼり）を担いだ片肌脱ぎの少年が従っている。
婦人の半天の柄は「括猿（くくりざる）」で、弘化元年に襲名した四代目市川小團次を現す。少年の着物の柄は「火災宝珠」で、役者ではないが歌舞伎の演目・義経千本桜において忠信（源九郎狐）が狐の姿に戻る際の衣装に使用される。婦人の絵馬には川の流れる風景と和歌「見はたせば町のかなめの扇橋つゝく柳のみとりうつくし 邯鄲園」と記されている。石川博は当初、「扇橋」は甲府城下・甲斐国には存在せず、江戸深川（東京都江東区）の扇橋もしくは江戸王子稲荷付近の音無川の風景である可能性を想定した。その後、郷土史家の飯田文彌（専門は近世史）により『裏見寒話』巻四に記される連雀町から片羽町に架かる「扇橋」の存在を指摘され、甲府城下の様子を描いた可能性もあると訂正している。作者の「邯鄲園（かんたんその）」については不明。
少年の幟の「村田氏」について、『甲府買物独案内』では甲府城下において村田（村田屋）を名乗る複数の商家が記録されており、甲府魚町（甲府市中央）の書肆（しょし）・村田屋孝太郎などが知られる。三代豊国は村田屋孝太郎と交流があり、安政以前に甲府を訪れているとされる。なお、甲府近郊の名所を描いた浮世絵には、甲府市太田町の一蓮寺を描いた弘化4年（1848年）から嘉永5年（1851年）の刊行と推定される歌川国芳『甲州一蓮寺地内 正木稲荷之略図』があり、同図でも「村田」の語句が記されている。

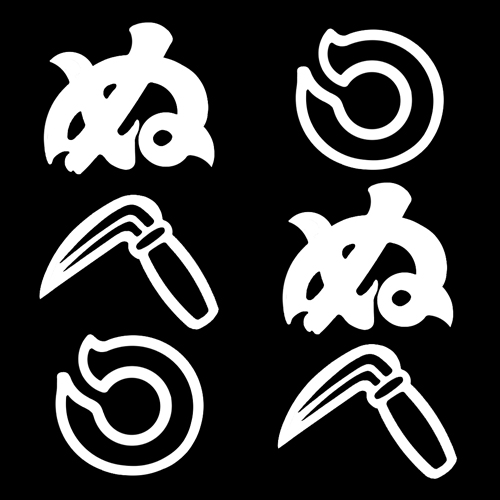
（参考）鎌わぬ

中央図では駒下駄を履き派手な簪（かんざし）を刺した娘が右向きで幼児を背負う。幼児は小さな絵馬を持ち、絵馬には狐と宝珠が描かれている。背景には「正一位王子稲荷大明神」の幟が立つ。娘の着物は「鎌の絵」と「○（輪）」と「ぬ」で「かまわぬ」と読む。「かまわぬ」は七代目市川團十郎とその一門が用いたもので、江戸市中において手ぬぐいの模様になるなど流行したという。中央図では「かまわぬ」のほかに「蝙蝠（こうもり）」「瓢箪（ひょうたん）」「牡丹（ぼたん」の模様もあり、これらも同様に團十郎を意味する。婦人・幼児の上部には和歌「灯籠のみかげもそひて寺の名のよき光りある三つのともし火 吉相廼岡女」が記される。作者の「吉相廼岡女」については不詳。「灯籠」は稲荷に奉納される石灯籠のほかに、甲斐善光寺の灯籠仏を指す可能性が考えられている。
右図は袈裟掛、深編笠に尺八を持った虚無僧が左を向いている。虚無僧の顔は女性的に描かれ、女虚無僧である可能性も指摘される。虚無僧の小袖にはかきつばたが描かれ、岩井粂三郎（いわいくめさぶろう）・岩井半四郎を意味する。同時代には三代目岩井粂三郎（八代目岩井半四郎）がいる。
江戸後期には2月の初午に稲荷詣りを行う稲荷信仰が加熱し、特に江戸の王子稲荷の初午の賑いは知られる。甲斐善光寺では現在では初午祭りは廃れているが、若尾謹之助『甲州年中行事』に拠れば江戸時代には初午の賑いがあり、絵馬の奉納が行われたという。また、三代豊国をはじめ浮世絵師も絵馬を手がけている。

## 交通アクセス
鉄道利用の場合
- 東日本旅客鉄道（JR東日本）中央本線の酒折駅下車、徒歩約15分。
- 東海旅客鉄道（JR東海）身延線の善光寺駅下車、徒歩約10分。善光寺駅の近くからは全長およそ500メートルの参道が延びている。

自動車利用の場合
- 中央自動車道の一宮御坂インターチェンジまたは甲府昭和インターチェンジからが近い。

## 拝観
- 8:30〜16:30　本堂・宝物館共通500円